# Henri Dauphin
Henri Dauphin ou Henri de La Tour du Pin, né en 1296, mort en 1328, fut le 68e évêque de Metz, de 1316 à 1325. Il était fils d'Humbert Ier, seigneur de la Tour-du-Pin, et d'Anne de Bourgogne, dauphine de Viennois et comtesse d'Albon. En 1319, il devient régent du Dauphiné du Viennois au nom de son neveu Guigues VIII, jusqu'en 1323.

## Biographie
D'abord évêque de Passau, il est nommé évêque de Metz le 4 mai 1319, par le pape Jean XXII, après une vacance de ce siège pendant trois ans, le chapitre étant partagé entre Philippe de Bayonne et Pierre de Sierk.
Il fut également chanoine de Rouen, Vienne, Clermont, Romans, Saint Juste de Lyon, Cambrai, et archidiacre de Worcester (Angleterre). Il ne fut jamais ordonné prêtre.
De 1319 à 1323, régent du Dauphiné du Viennois au nom de son neveu Guigues VIII, il reçoit pour celui-ci, (en 1326 ?), la seigneurie de Montluel, par Jean de Montluel (sans descendance).
En 1323, il engagea le château de Condé sous forme de vouerie à Édouard, comte de Bar pour la somme de 6 000 livres qu'il devait. Cette dette avait été contractée par Renaud de Bar, son prédécesseur. En 1324, il dut rendre le château de Chatillon à Henri Ier seigneur de Blamont que ce dernier avait confié à son prédécesseur.
Comme il réclamait continuellement de l'argent aux Messins, ceux-ci commencèrent à marquer leur mécontentement et Henri démissionna de son siège le 25 août 1325, reprit l'état laïc, et se retira dans le Dauphiné.